# Paraphlegopteryx subcircularis
Paraphlegopteryx subcircularis är en nattsländeart som beskrevs av Schmid 1965. Paraphlegopteryx subcircularis ingår i släktet Paraphlegopteryx och familjen kantrörsnattsländor. Inga underarter finns listade i Catalogue of Life.